# 佐竹勤
佐竹 勤（さたけ つとむ、1953年3月2日 - ）は、日本の実業家。ユアテック会長、東北電力元副社長。

## 来歴
宮城県仙台市出身。1975年東北大学法学部卒業
、同年東北電力入社。2007年執行役員企画部長、2009年常務取締役お客様本部長、2012年取締役副社長などを歴任する。2014年取締役退任。
ユアテックでは、2009年監査役（非常勤）、2012年取締役（非常勤）を務めた。2014年東北電力取締役を退任後、ユアテック代表取締役社長に就任。2021年代表取締役会長。

## 略歴
- 1975年3月 東北大学法学部法律学科　卒業[1]
- 1975年4月 東北電力株式会社 入社[1]
- 2007年6月 同社 執行役員企画部長[1]
- 2009年6月 同社 常務取締役お客様本部長[1]
- 2009年6月 株式会社ユアテック 監査役（非常勤）[1]
- 2012年6月 同社 監査役（非常勤）退任[1]
- 2012年6月 同社 取締役（非常勤）[1]
- 2012年6月 東北電力株式会社 取締役副社長[1]
- 2013年6月 株式会社ユアテック 取締役（非常勤）退任[1]
- 2014年6月 東北電力株式会社 取締役退任[1]
- 2014年6月 株式会社ユアテック 代表取締役社長[1]
- 2019年6月 同社 代表取締役社長 社長執行役員[1]
- 2021年6月 同社 代表取締役会長[1]